# Claudia Roquette-Pinto
Claudia Roquette-Pinto (Rio de Janeiro, agosto de 1963) é uma poeta brasileira.

## Biografia
Filha do casal Ricardo Paulo Roquette-Pinto (1931-2021) e Beatriz Margarida Vidal Leite Ribeiro, chamada de "Bitucha" (1936-2016).  O sobrenome ilustre de Cláudia advêm do bisavô paterno, Edgar Roquette-Pinto

Graduou-se em tradução literária pela PUC do Rio de Janeiro, se especializando como tradutora do idioma inglês. Dirigiu por cinco anos o jornal cultural Verve. Estreou em 1991 com o livro Os dias gagos, ao que se seguiram outros cinco, tendo sido em 2001 contemplada com o Prêmio Jabuti de Literatura pelo livro Corola. Seu livro mais recente de poesia é Margem de Manobra de 2005. Tornou-se seguidora do budismo.
Cláudia está presente diversas antologias como Antologia comentada da poesia brasileira do século 21 (Publifolha, São Paulo, 2006), Nothing the Sun Could Not Explain - 20 contemporary brazilian poets, organizada por Nelson Ascher e Régis Bonvicino (Sun and Moon Press, Los Angeles, 1997) Vol. 1 e 2, Norte y Sur de la Poesia Iberoamericana (Editorial Verbum, Madrid, 1997), Outras Praias – 13 poetas brasileiros emergentes (Iluminuras, São Paulo,1998), Esses Poetas, uma antologia dos anos 90, organizada por Heloísa Buarque de Hollanda (Editora Aeroplano, Rio de Janeiro, 1998), Os Cem Melhores Poemas Brasileiros do Século (Objetiva, Rio de Janeiro, 2001), Correspondencia Celeste - Nueva Poesía Brasileña (1960-2000) (Ediciones Ardora, Madrid, 2001), Literatura Brasileira Hoje, Manuel da Costa Pinto (Publifolha, São Paulo, 2004), Roteiro da Poesia Brasileira - anos 90. organizada por Paulo Ferraz (Editora Global, São Paulo, 2011), Poesía brasileña, Antología esencial, organizadapor José Javier Villarreal, (Visor Libros, Madrid, 2006), Alguna poesia brasileña, organizada por Rodolfo Mata e Regina Crespo (editora da UNAM) entre outras.
Seu último livro Entre lobo e cão (2014), mescla textos ficcionais com colagens produzidas desde 1985, incorporando à sua linguagem técnicas de assemblage aproximando-se das artes plásticas.

## Obras
- Os dias gagos (1991)
- Saxífraga (1993)
- Zona de sombra (1997)[7][8]
- Corola (2001)
- Margem de Manobra (2005)
- Entre Lobo e Cão (2014)